# Etlingera baculutea
Etlingera baculutea är en enhjärtbladig växtart som beskrevs av Axel Dalberg Poulsen och Ibrahim. Etlingera baculutea ingår i släktet Etlingera och familjen Zingiberaceae. Inga underarter finns listade i Catalogue of Life.